# Lijst van voetbalinterlands China - Joegoslavië
Deze lijst van voetbalinterlands is een overzicht van alle officiële voetbalwedstrijden tussen de nationale teams van China en Joegoslavië. De landen speelden in totaal twee keer tegen elkaar, te beginnen met een vriendschappelijke wedstrijd op 28 maart 2000 in Belgrado. Het laatste duel, eveneens een vriendschappelijke wedstrijd, vond plaats in Beijing op 25 mei 2000.

## Wedstrijden
| № | Plaats   | Datum         | Competitie        | Wedstrijd           | Uitslag |
| - | -------- | ------------- | ----------------- | ------------------- | ------- |
| 1 | Belgrado | 28 maart 2000 | Vriendschappelijk | Joegoslavië – China | 1 – 0   |
| 2 | Beijing  | 25 mei 2000   | Vriendschappelijk | China – Joegoslavië | 0 – 2   |

## Samenvatting
| Competitie        | Totaal gespeeld | Winst China | Gelijk | Winst Joegoslavië | Doelsaldo China – Joegoslavië |
| ----------------- | --------------- | ----------- | ------ | ----------------- | ----------------------------- |
| Vriendschappelijk | 2               | 0           | 0      | 2                 | 0 − 3                         |
| Totaal            | 2               | 0           | 0      | 2                 | 0 − 3                         |

Wedstrijden bepaald door strafschoppen worden, in lijn met de FIFA, als een gelijkspel gerekend.

## Details

### Eerste ontmoeting
| Joegoslavië          | 1 – 0 | China |
| Predrag Mijatović 8' | goals |       |

### Tweede ontmoeting
|                                                            |       |                                       |
| China                                                      | 0 – 2 | Joegoslavië                           |
|                                                            | goals | 21' Mateja Kežman 73' Darko Kovačević |
| - Debuut van Mateja Kežman en Ivan Dudić voor Joegoslavië. |       |                                       |